# پاپ الکساندر دوم
پاپ الکساندر دوم (به انگلیسی: Alexander II) یکی از پاپ‌های کلیسای کاتولیک رم بود که از ۱۰۶۱ تا ۱۰۷۳ میلادی پاپ بود.

## نگارخانه

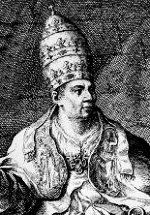